# Папірус Кахуна

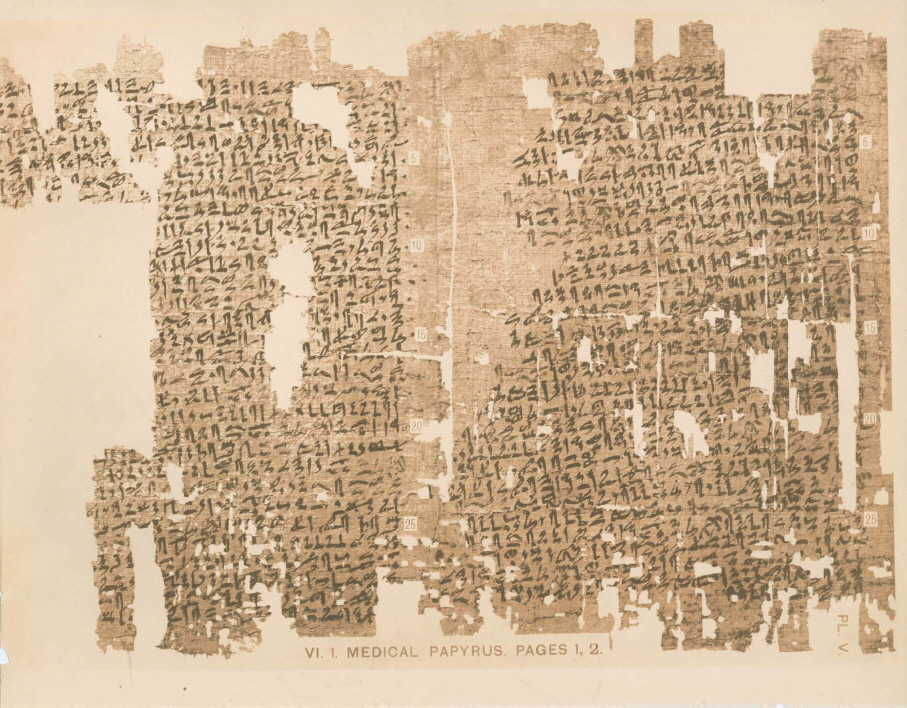
Гінекологічний папірус VI.1, стор. 1 і 2

Папірус Кахуна — збірник давньоєгипетських медичних папірусів (медичний папірус Кахуна VI. 1 та ветеринарний папірус Кахуна LV.2) з Ель-Лахуна (Лахуна, Кахуна). Колись це було цілісне полотно  папірусу, яке пізніше розірвали на шматочки для записів.

## Історія знахідки
Обидва документи виявив в 1888/89 році англійський  археолог  Вільям Фліндерс Пітрі при розкопках робітничого поселення Медінет-Кахун в Ель-Лахуні оазі Ель-Фаюм. Вперше переклав текст на англійську мову і опублікував Френсіс Ллевеллін Гриффіт в 1898 році. В наші дні папіруси зберігаються в  Музеї єгипетської археології Пітрі при  Університетському коледжі Лондона.

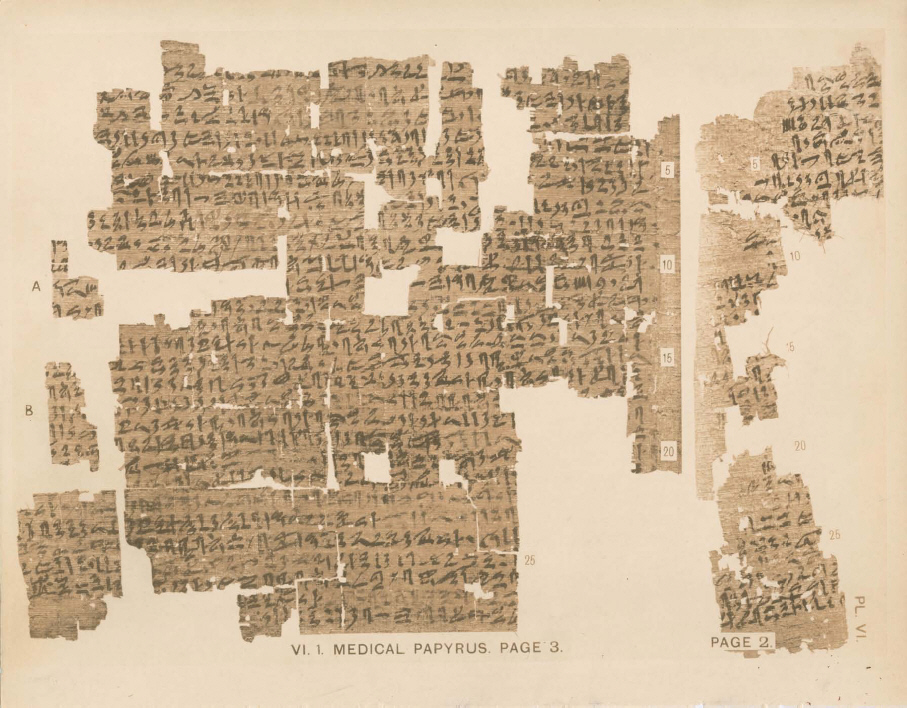
Гінекологічний папірус VI.1, сторінки 2 і 3

## Гінекологічний папірус VI.1
Медичний папірус Кахуна або  гінекологічний папірус Кахуна відноситься до приблизно 1850 року до н. е., періоду правління фараона  Аменемхета III ( 12  династія). Папірус складається з трьох аркушів з медичним текстом (schesau) по темі гінекологія, перераховує 17  діагнозів жіночих захворювань, 17 симптомів вагітності,  рецепти для зачаття, контрацепції або приписи до лікування  істерії. Крім цього папірус містить списки жерців, храмового інвентарю, різних колекцій, кілька літературних текстів (в тому числі звернення до фараона  Сесострісу III). На зворотному боці представлений короткий підсумковий облік, що стосується часів правління Аменемхета III.

## Ветеринарний папірус LV.2

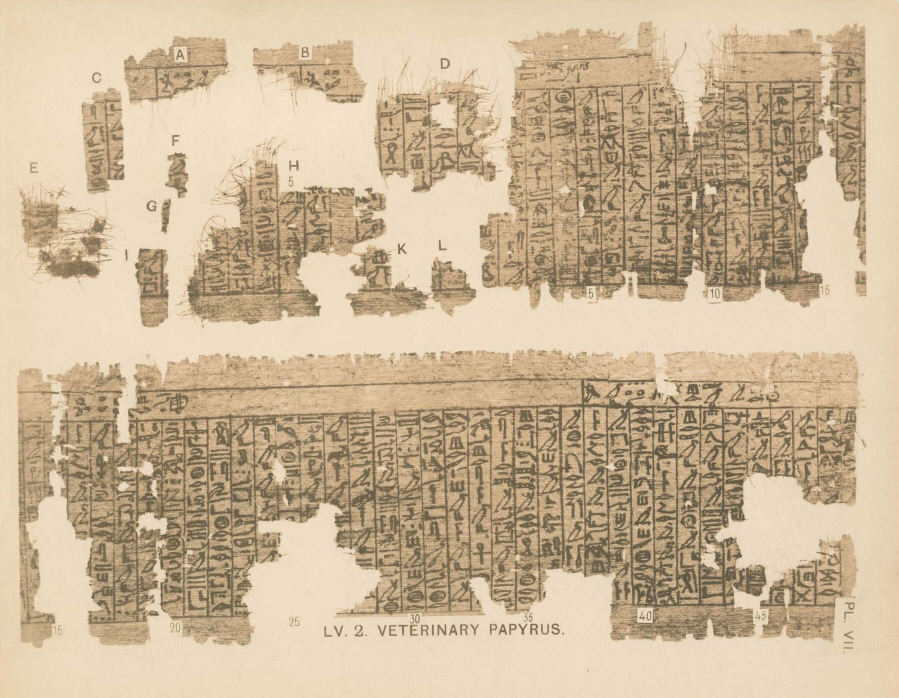
Ветеринарний папірус LV. 2

Ветеринарний папірус Кахуна відноситься до приблизно 1800 року до н. е. (Середнє царство). На відміну від більшості папірусів цей написаний не в рядок, а  колонками. Текст, що зберігся фрагментарно, оповідає про захворювання тварин і досі не перекладений повністю. Простежується чітка структура медичного спостереження від діагнозу, опису  симптомів до призначення  терапії. Найкраще зберігся фрагмент з описом хвороб великої рогатої худоби, де вперше описана  чума ВРХ. Серед інших пацієнтів названі риба, гусак і собака.

### Значення
Даний папірус є найдавнішим з відомих ветеринарних медичних документів людства. Також він свідчить про високий рівень розвитку медичних наук в Стародавньому Єгипті.

### Інші фрагменти
Збереглися крім цих двох папірусів маленькі фрагменти якогось іншого медичного папірусу, але вони настільки сильно пошкоджені, що неможливо з упевненістю що-небудь про них стверджувати.

### Ресурси Інтернету
- Вікісховище має мультимедійні дані за темою:  Папірус Кахуна
- Транслітерація і переклад гінекологічного папірусу (англ.)